# 金線軟梳䲁
金線軟梳䲁（學名：Malacoctenus aurolineatus），為輻鰭魚綱䲁形目脂䲁科軟梳䲁屬的一個種，分布於西大西洋美國佛羅里達州、巴哈馬、墨西哥猶加敦半島至南美洲北部海域，深度0至5公尺，本魚頭部細長，吻尖，每個鼻孔上都有一根捲鬚，頸背兩側各有9-13條卷鬚，每眼上有一根叉狀卷鬚，口腔頂部兩側無齒，背鰭棘與鰭條之間有缺口，側線鱗42-55片，頭部上部棕色，下部白色，身體後部通常呈黃色，身體背部多刺的下方有3條緊密排列的粗深色橫帶，其後有一條寬闊的白色橫帶，再有3-4條不明顯的棕色橫帶，下體有細金色條紋，背鰭硬棘20-21枚、背鰭軟條11枚、臀鰭硬棘2枚、臀鰭軟條19-20枚，體長可達6公分，棲息在珊瑚礁、碎石區，以橈腳類及片腳類為食，生活習性不明。